# Wakaman River
Der Wakaman River (auch Wakaman Ravine) ist ein Fluss an der Küste im Osten von Dominica im Parish Saint David, im Carib Territory.

## Geographie
Der Wakaman River entspringt an einem Ost-Ausläufer des Morne Fraser. Der Fluss verläuft nach Osten und mündet in der St. David Bay (Anse Quanery) zwischen der Wakaman Pointe und dem Siedlungsgebiet von Castle Bruce in den Atlantik. Der Fluss ist ca. 1,6 km lang.
Er liegt zwischen den Einzugsgebieten von Richmond River (N) und Castle Bruce River.